# Kaaremeer
Het Kaaremeer, Zweeds – Fins: Kaarevuopio, is een meer binnen de Zweedse gemeente Kiruna. Het meer wordt gedeeltelijk omsloten door het dorp Karesuando dat op haar oevers ligt. Het meer wordt gevoed door de Kaarerivier en diezelfde rivier zorgt voor de afwatering naar de Muonio. De zuidelijke oevers van het meer zijn nauwelijks herkenbaar, het meer gaat over in moeras.
Afwatering: meer Kaaremeer → Kaarerivier → Muonio → Torne → Botnische Golf